# Musiques en Stock
Musiques en Stock est un festival de musiques actuelles entièrement gratuit qui a lieu chaque début juillet à Scionzier, en Haute-Savoie, en France. 
Entre 2001 et 2016, le festival se déroule à Cluses. En 2017, il se déplace à Saint-Gervais-les-Bains puis s'arrête l'année suivante.
Le festival renaît en 2022 à Scionzier, commune voisine de Cluses.

## Présentation
Créé en 2001 dans la ville de Cluses, le festival attire chaque année un public de plus en plus nombreux (20 000 spectateurs en 2004, 25 000 en 2005 et 2006, près de 30 000 en 2007, 2008, 2009 et 2010), ce qui en fait une des plus importantes manifestations culturelles de Haute-Savoie.
Particularité : Musiques en Stock est gratuit, et donc ouvert à tous et à toutes.
Sa programmation artistique éclectique et surtout très anticipative est reconnue, et propose de découvrir et de redécouvrir des artistes dans des genres musicaux très diversifiés.
Quelques grands noms sont ainsi passés sur la scène clusienne : Calexico, Tricky, The Dandy Warhols, Mademoiselle K,  John Butler Trio, Détroit, Mickey 3D, Kent, Arno, The Stranglers, dEUS, Venus, Adam Green, Sanseverino, Nada Surf, Feist, Archive, Emilie Simon, Stephan Eicher, Dub Incorporation, Suzanne Vega et bien d'autres...
En 2017, la municipalité de Cluses décide de ne pas allouer le budget habituel au festival. L'association Macadam, propriétaire du nom et chargée de la programmation artistique, trouve en Saint-Gervais-les-Bains une nouvelle ville d'accueil et s'associe avec le festival local Les Indézikables. Le festival n'est pas reconduit l'année suivante. 
Le festival renaît en 2022 à Scionzier grâce à l'enthousiasme de la nouvelle équipe municipale et en partenariat avec l'association Macadam. 
En 2023, dans un souhait de faire tenir le festival sur la durée, les deux tiers du budget de 600 000€ sont financés par des partenaires privés. 

## Spécificités

### Les tremplins

#### La scène de La Plage
Entre 2011 et 2016, parallèlement à la grande scène, le festival mettait en avant des artistes émergents sur la scène de La Plage. Sur cette scène était notamment présenté le lauréat du dispositif d'accompagnement artistique "L'Atelier part en Live" organisé par la salle de concerts de Cluses, L'Atelier.
Artistes lauréats de "L'Atelier part en live" qui se sont produits sur la scène de La Plage :
- 2011 : The Clocks
- 2012 : Rage Againt The Marmottes
- 2013 : Gaz Newton
- 2014 : Séraphin and the Blues Candles
- 2015 : Jack and the Giant Bean
- 2016 : Wood Men

#### Le "Réservoir" et les "Découvertes"
La scène de La Plage rassemblait les anciens dispositifs du "Réservoir" et des "Découvertes". Jusqu'en 2008, le "Réservoir" était une scène-concours. Son objectif était de découvrir de jeunes talents de styles musicaux différents qui n'ont pas encore signé de contrat professionnel. Les lauréats assuraient l’ouverture de la soirée du jeudi sur la grande scène. En 2009, le Réservoir se transforme pour devenir une véritable scène de découvertes musicales en partenariat avec des centres culturels de Rhône-Alpes et de Suisse. Quant à la scène "Découvertes", elle donnait la chance à des groupes locaux et inexpérimentés issus de la vallée de l’Arve (de Chamonix à la Roche-sur-Foron), de débuter sur scène.
Artistes qui se sont produits sur la scène des "Découvertes" :
- 2001: Shivaz, Locedar, T.M., Les Malfrats
- 2002: Mercure (Rock), Locedar (Rock), Maglight (Funk), Cadillac
- 2003: Everloud (heavy metal), Ailleurs, A. , [Bio]Tech
- 2004:  Minefield, Stuff, Smooth Blend, Tidal Waves
- 2005: Flying Way (rock), Radio Actif (rock), FateCall (heavy metal), La Puce à L'Oreille (Rock Festif)
- 2006: Anrith (rock), Lézards à basques (chanson festive), Mansize Rooster (rock), The Gretschies (folk)
- 2007: Funky fuck (metal), Organisation de l'Anarchie Sonore (Drum n’bass/dub/reggae/hip-hop), Versus (Pop/Rock), Willicorn (Rock)
- 2008: Quatrième Sceau (deathcore), Nergal Naamah (black metal), Hybrid Sheep (death metal)
- 2009: The Lust (rock Alternatif), Dirt Oak Ashbury (rock), Juskakan (Dub/Reggae/Festif), The Bearded Vulture (Rock)

### Des artistes de bande dessinée sollicités
Chaque année, un dessinateur de BD reconnu réalise le visuel du festival.
- 2001 : Ted Benoit
- 2002 : Loustal
- 2003 : Ben Radis
- 2004 : Gilbert Shelton et Pic
- 2005 : Frank Margerin
- 2006 : Zep
- 2007 : Charles Berberian
- 2008 : Jean-Claude Denis
- 2009 : Fred Beltran
- 2010 : Cromwell
- 2011 : Kent et Cleet Boris
- 2013 : Mezzo
- 2014 : Philippe Druillet
- 2015 : Riff Reb's
- 2016 : Shelton
- 2022 : Frank Margerin
- 2023 : Charles Berberian
- 2024 : Zep

### Radio Lucien: la radio du festival
C'est lors de l’édition 2004, à l'initiative de l'association Macadam (qui gère la programmation et une partie de l'organisation générale du festival) en collaboration avec Frank Margerin que naît Radio Lucien - 99.7 FM (98.5 FM en 2012 puis uniquement en webradio depuis 2013), radio exclusive qui émet uniquement le temps de Musiques en Stock.
L'idée originale est de recréer l'ambiance et les décors de "Radio Lucien", fameuse bande dessinée créée par Frank Margerin. Une radio proche de l'amateurisme de celles des radios libres des années 1980.
Frank Margerin & Charles Berberian, se chargent des interviews accompagnés de journalistes de la revue Crossroads. Au programme : improvisations, interviews d'artistes, discussions, échanges, sessions acoustiques et beaucoup de musique... Certaines interviews d'artistes (DKT/MC5, Tom Mc Rae, Pause, Wovenhand, Zep, Detroit...) s'écoutent sur le site de l'association Macadam (cf. rubrique liens).

## Programmation

### Années 2000

#### Édition 2001
- Jeudi 5 juillet : ADN, Mickey 3D, The Little Rabbits
- Vendredi 6 juillet : Cadillac, Autour de Lucie, Kent
- Samedi 7 juillet : Nozoff, Calvin Jackson, Arno

#### Édition 2002
- Jeudi 4 juillet : Hunk Papas, N&SK, La Ruda Salska
- Vendredi 5 juillet : Télécran, Sanseverino, Mamani Keita & Marc Minelli
- Samedi 6 juillet : Shivaz, Kevin Salem, Chris Whitley, Joseph Arthur

#### Édition 2003
- Mercredi 2 juillet : le "Réservoir" - Spécial rock
- Jeudi 3 juillet : Mag’light, Zen Zila, la Tordue
- Vendredi 4 juillet : Shivaz, Jesse Sykes & the Sweet Hereafter, Nada Surf
- Samedi 5 juillet : les "Découvertes", Lima Djari, Frandol, Elliott Murphy, Elista

#### Édition 2004
- Mercredi 7 juillet : le "Réservoir" - Spécial musique française
- Jeudi 8 juillet : Mes Anjes Noires, Beautés vulgaires, Tété & The Ootsie-Putsies
- Vendredi 9 juillet : A., Feist, Archive
- Samedi 10 juillet : les "Découvertes", Argus Blues Band, Graham Pattison, M.A.S.S., Neal Casal

#### Édition 2005
- Mercredi 6 juillet : le "Réservoir" - Spécial pop-rock, For Heaven's Sake
- Jeudi 7 juillet : A*Song, Nosfell, Emilie Simon, Hollywood Porn Stars
- Vendredi 8 juillet : Serge Teyssot-Gay & Khaled Aljaramani, A.S. Dragon, Prohom, Soulwax
- Samedi 9 juillet : les "Découvertes", Mes Anjes Noires, Andrew Bird, Stephan Eicher, Zita Swoon

#### Édition 2006
- Mercredi 5 juillet : le "Réservoir" - Spécial électro, Lima Djari
- Jeudi 6 juillet : Aloan, Alamo Race Track, Woven Hand, dEUS
- Vendredi 7 juillet : Blük Blük, Polar, Adam Green, Venus
- Samedi 8 juillet : les "Découvertes", Joseph D'Anvers, The Lords of Altamont, The Stranglers, Kill the Young

#### Édition 2007
- Mercredi 4 juillet : le "Réservoir" - Spécial reggae world music, l'Orchestr'Anonyme
- Jeudi 5 juillet : l'artiste gagnant du "Réservoir", Pause, Dub Incorporation
- Vendredi 6 juillet : Hell's Kitchen, DKT/MC5, The Datsuns
- Samedi 7 juillet : les "Découvertes", Florent Marchet, Tom Mc Rae, Jean-Louis Murat, A Song

#### Édition 2008
- Mercredi 2 juillet : le "Réservoir" - Spécial pop-rock, Second Sex
- Jeudi 3 juillet : l'artiste gagnant du "Réservoir", les Hyènes, La Phaze, Zenzile
- Vendredi 4 juillet : The Blakes, The Heavy, Mademoiselle K, The Bellrays
- Samedi 5 juillet : les "Découvertes", Coming Soon, Brisa Roché, Blood Red Shoes, The Dandy Warhols

#### Édition 2009
1-4 juillet :
- Mercredi : Le "Réservoir" (Jolga, Arpad Flynn, Décibelles, Mama Rosin), Music Is Not Fun
- Jeudi : Headknocker, Adam Kesher, Stuck in the Sound, Fiction Plane
- Vendredi : Lord Fester Combo, The Young Gods, Get Well Soon, Tricky
- Samedi : les "Découvertes", Nightbuzz, Narrow Terence, Herman Dune, Calexico

### Années 2010

#### Édition 2010
- Mercredi 7 juillet : le "Réservoir" (Dôei, Proyas, The Rambling Wheels, Vismets), Le Peuple de l'Herbe
- Jeudi 8 juillet : Jipé Dalpé, The Durgas, Miossec, Eiffel
- Vendredi 9 juillet : La Bonne La Brute et le Truand, The Hyènes, Tokyo Sex Destruction, Heavy Trash
- Samedi 10 juillet : les "Découvertes", Santa Cruz, Eli Paperboy Reed, Arno, Wovenhand

#### Édition 2011
- Mercredi 6 juillet : le "Réservoir" (Honey for Petzi, Western Chocolat, The Clocks), Hednoka, Winston McAnuff & the Bazbaz Orchestra
- Jeudi 7 juillet : Kemical Kem, Rodolphe Burger, True Live, Asian Dub Foundation
- Vendredi 8 juillet : The Black Flowers, Corleone, My Little Cheap Dictaphone, Carl Barât
- Samedi 9 juillet : les "Découvertes", Jim Yamouridis, Joseph d'Anvers, Sophie Hunger, Yann Tiersen

#### Édition 2012
- Mercredi 4 juillet : The Layers, You and You, Rage Against The Marmottes, Electro Bamako, Tinariwen, Orange Blossom
- Jeudi 5 juillet : Le Code VS Kawak, Oh ! Tiger Mountain, 77 Bombay Street, Other Lives, Trixie Whitley, Tindersticks
- Vendredi 6 juillet : Ass Death, The Elderberries, Eye’s Shaker, Phoebe Killdeer & The Short Straws, Saul Williams, dEUS
- Samedi 7 juillet : The Reeds, John Grape, Alan Corbel, Anna Aaron, Daniel Darc, Erik Truffaz Quartet

#### Édition 2013
- Mercredi 3 juillet : Fake Oddity, Hyphen Hyphen, Peau, Daughter, Archive
- Jeudi 4 juillet : Neeskens, Arman Méliès, School Is Cool, Patrick Watson, Lou Doillon
- Vendredi 5 juillet : The Awkwards, Roscoe, The 1975, Villagers, Stereophonics
- Samedi 6 juillet : Gaz Newton, The Defibrillators, Washington Dead Cats, The Black Angels, The Jon Spencer Blues Explosion

#### Édition 2014
- Mercredi 2 juillet : The Family Rain, Zval and the Savate, Blood Red Shoes, Narrow Terence, Détroit
- Jeudi 3 juillet : Polar, Harold Martinez, Midlake, Mozes and The Firstborn, Nada Surf
- Vendredi 4 juillet : Peter Von Poehl, Séraphin and the Blues Candles, The Veils, Ethan Johns, John Butler Trio
- Samedi 5 juillet : Kas Product, 1kub and the Wicked Wicked, Breton, Dead Hippies, Anna Calvi

#### Édition 2015
- Mercredi 1er juillet : Doorsfall, Husbands, Magnus, I am un Chien !!, Ez3kiel
- Jeudi 2 juillet : Last Train, Jack and the Giant Bean, Hanni El Khatib, The Fleshstones, Black Rebel Motorcycle Club
- Vendredi 3 juillet : This Is the Kit, Sly Apollinaire, Palma Violets, Black Yaya, Johnny Marr
- Samedi 4 juillet : Thousand, Tigers can swim, Suzanne Vega, Joy, of Montreal

#### Édition 2016
- Jeudi 30 juin : BirdPen, Satellite Jockey, Ty Segall & The Muggers, Ulrika Spacek, Temples
- Vendredi 1er juillet : Get Well Soon, Wood Men, Keren Ann, Puts Marie, Charles Bradley and his Extraordinaires
- Samedi 2 juillet : Matt Corby, Hannah Lou Clark, Ry X, Liima, Band of Skulls